# Touggourt (flygplats)
Touggourt är en flygplats i Algeriet. Den ligger i den nordöstra delen av landet, 500 km sydost om huvudstaden Alger. Touggourt ligger 85 meter över havet.
Terrängen runt Touggourt är platt. Runt Touggourt är det mycket glesbefolkat, med 2 invånare per kvadratkilometer. Närmaste större samhälle är Touggourt, 5,0 km nordväst om Touggourt. Trakten runt Touggourt är ofruktbar med lite eller ingen växtlighet.